# Brť
Brť (německy Pirten) je malá vesnice, část obce Otročín v okrese Karlovy Vary v Karlovarském kraji. Nachází se asi jeden a půl kilometru severně od Otročína. Brť je také název katastrálního území o rozloze 4,87 km².

## Historie
První písemná zmínka o vesnici pochází z roku 1380.

## Obyvatelstvo
Při sčítání lidu v roce 1921 ve vsi žilo 352 obyvatel (z toho 166 mužů) německé národnosti, z nichž byli tři evangelíci a 349 římských katolíků. Podle sčítání lidu z roku 1930 měla vesnice 336 obyvatel: třináct Čechoslováků, 321 Němců a dva cizince. Kromě tří evangelíků, deseti členů církve československé a tří příslušníků nezjišťovaných církví se hlásili k římskokatolické církvi.
| Rok                                                       | 1869 | 1880 | 1890 | 1900 | 1910 | 1921 | 1930 | 1950 | 1961 | 1970 | 1980 | 1991 | 2001 | 2011 | 2021 |
| --------------------------------------------------------- | ---- | ---- | ---- | ---- | ---- | ---- | ---- | ---- | ---- | ---- | ---- | ---- | ---- | ---- | ---- |
| Počet obyvatel                                            | 433  | 435  | 415  | 427  | 371  | 352  | 336  | 100  | 104  | 95   | 98   | 88   | 86   | 95   | 80   |
| Počet domů                                                | 61   | 62   | 64   | 62   | 61   | 61   | 65   | 44   | —    | 27   | 25   | 26   | 31   | 31   | 32   |
| Počet domů v roce 1961 je zahrnut v počtu domů v Měchově. |      |      |      |      |      |      |      |      |      |      |      |      |      |      |      |

## Obecní správa
Při sčítání lidu v letech 1869–1950 Brť byla samostatnou obcí, se kterým patřila nejprve do okresu Karlovy Vary, ale v letech 1900–1930 v okrese Teplá a v roce 1950 v okrese Toužim. Od roku 1964 je částí obce Otročín v okrese Karlovy Vary.